# 匙

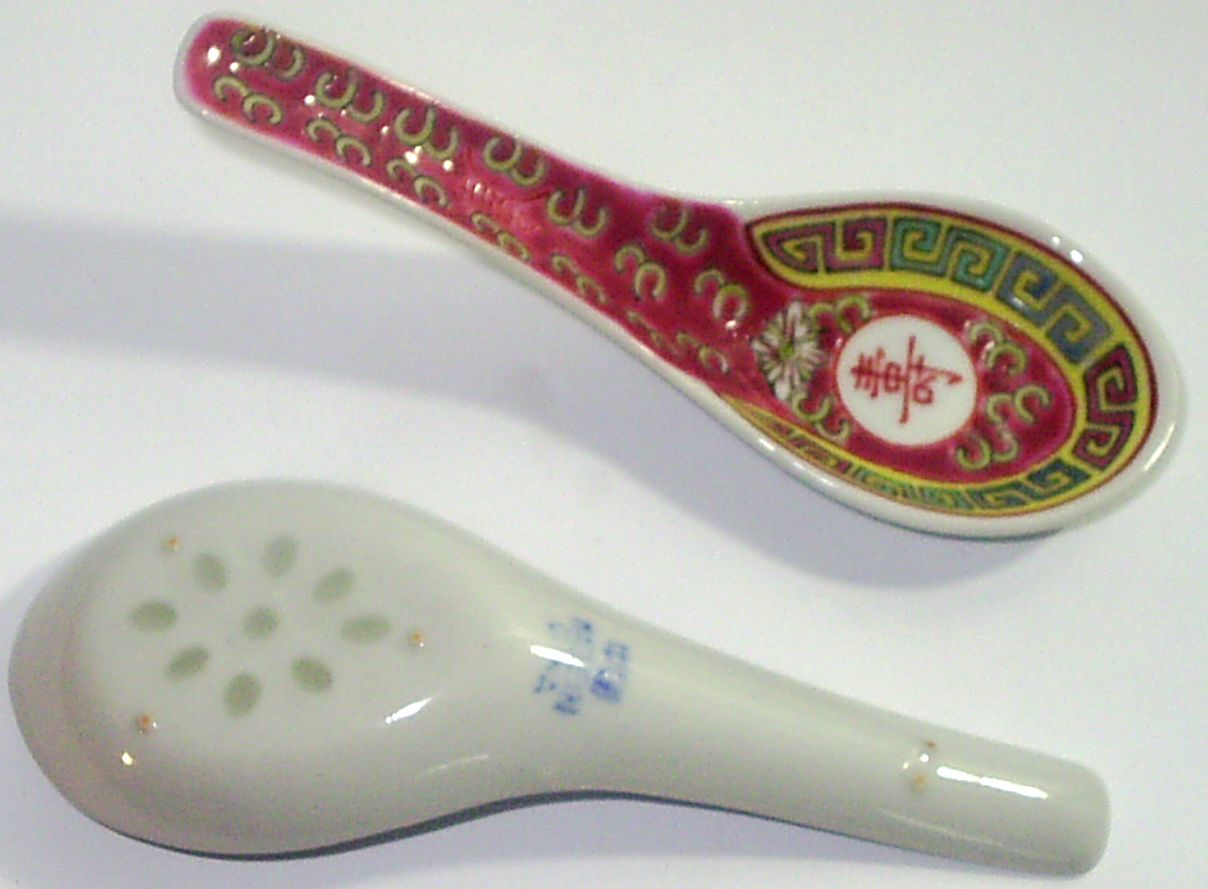
中式汤匙

匙，舀汤用的小勺子，也称匙子、調羹、瓢羹或匙羹，是一种餐具、量具或工具，由带有凹陷的头部和连接的柄构成。用来装液体和小块固体。根据用途分为“汤匙”、“茶匙”、“药匙”等。
一般把體積較小、用於進餐的稱為「匙」或「羹」；體積較大用於烹飪和把食物撈起到碗或盤子裡的的稱為“勺子”。

## 饮食工具

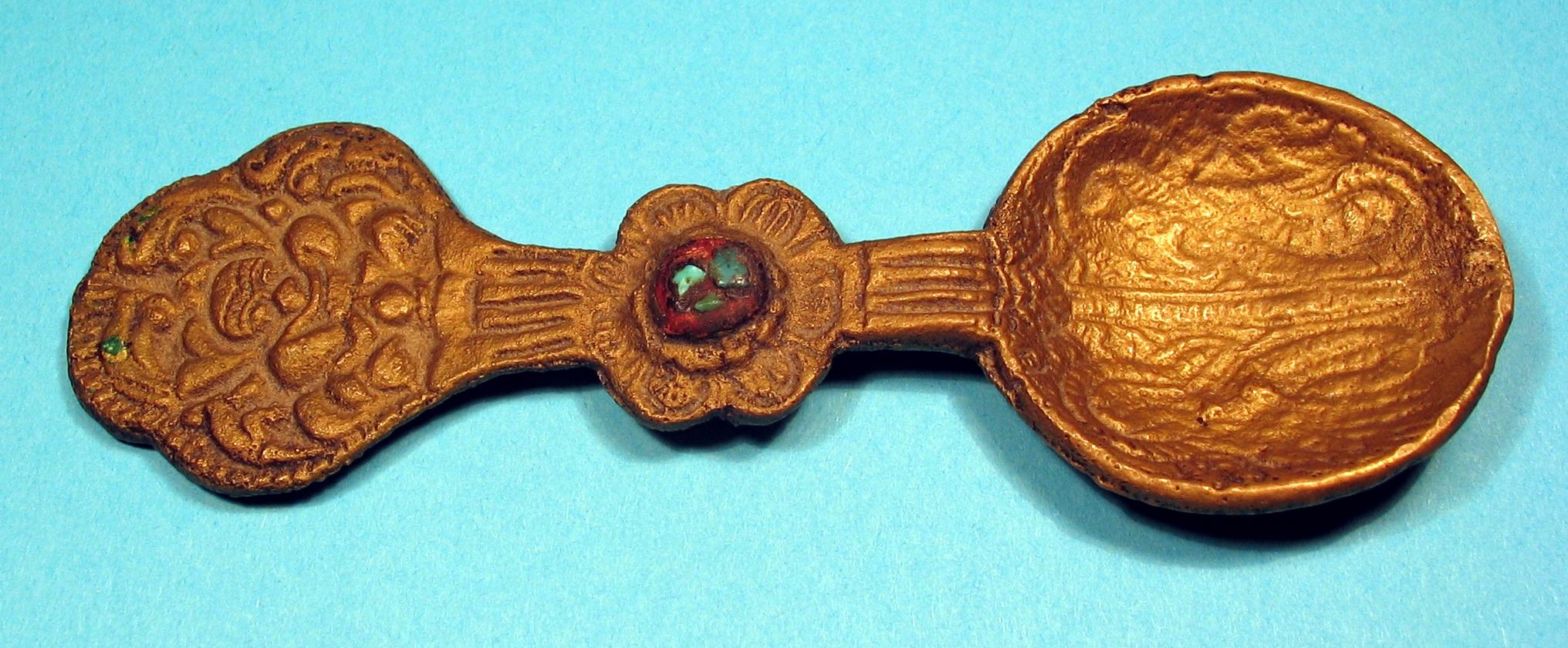
西藏式样的匙子

烹饪过程中，匙可以用来量和取原料。“餐匙”（tablespoon）和“茶匙”（teaspoon）是欧美一些国家菜谱中常见的体积单位。一汤匙（又称大匙）目前在美国法定为15毫升，英国则为14.2-17.8毫升不等。一茶匙在美国的标准为4.93毫升，英制单位则为3.55毫升（=1液量打兰）。
可以用做搅动工具来充分混合流质和半流质的食品，如汤或粥。在煮汤等食物的时候，表面的泡沫可以用扁平的匙撇去。此外，带洞的大勺子可以捞取锅內的固体食物，而留下流质部分。
烹饪完毕的流质、半流质食品用大型的匙从锅转移到碗等进餐器皿后上桌。进餐者用匙来取食这些食品的详情见下。

### 中餐汤匙
中国菜的传统餐具为筷子和用来喝汤的汤匙。汤匙平底，深而高帮，柄与匙体合为一体，有时配有“凹”形的小架子用来在桌上暂时架汤匙。因为主要用来喝热汤，为了隔热多为瓷制，少数为金属制作。
正式使用礼仪如下（非正式场合则比较随便，下面西方亦然）：
- 不应该和筷子同握。
- 汤匙从远侧向就餐者方向舀汤。
- 碗里的汤很少的时候可以向就餐者方向倾斜以便于舀取。
- 汤太热的时候可以小口吹气加速其冷却。
- 喝的时候汤匙不进嘴而是倾斜汤匙从边上喝。
- 咂嘴出声音或吹气动静太大被认为是不礼貌的表现。
- 赴宴的时候，不应提前于主人动筷子或汤匙。

茶道中所用的茶匙，是泡完茶后从壶中取出茶叶用的。

### 西餐餐匙

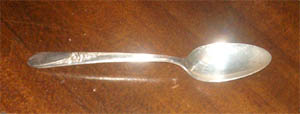
西式银餐匙

西餐的传统餐具为餐刀，餐叉和餐匙，一般为金属制，头部较小而且扁平，有长柄。除了喝汤之外还可以用来舀调味汁及吃甜品。没有中国的匙架，不用的时候放在自己的盘子里或桌布上。

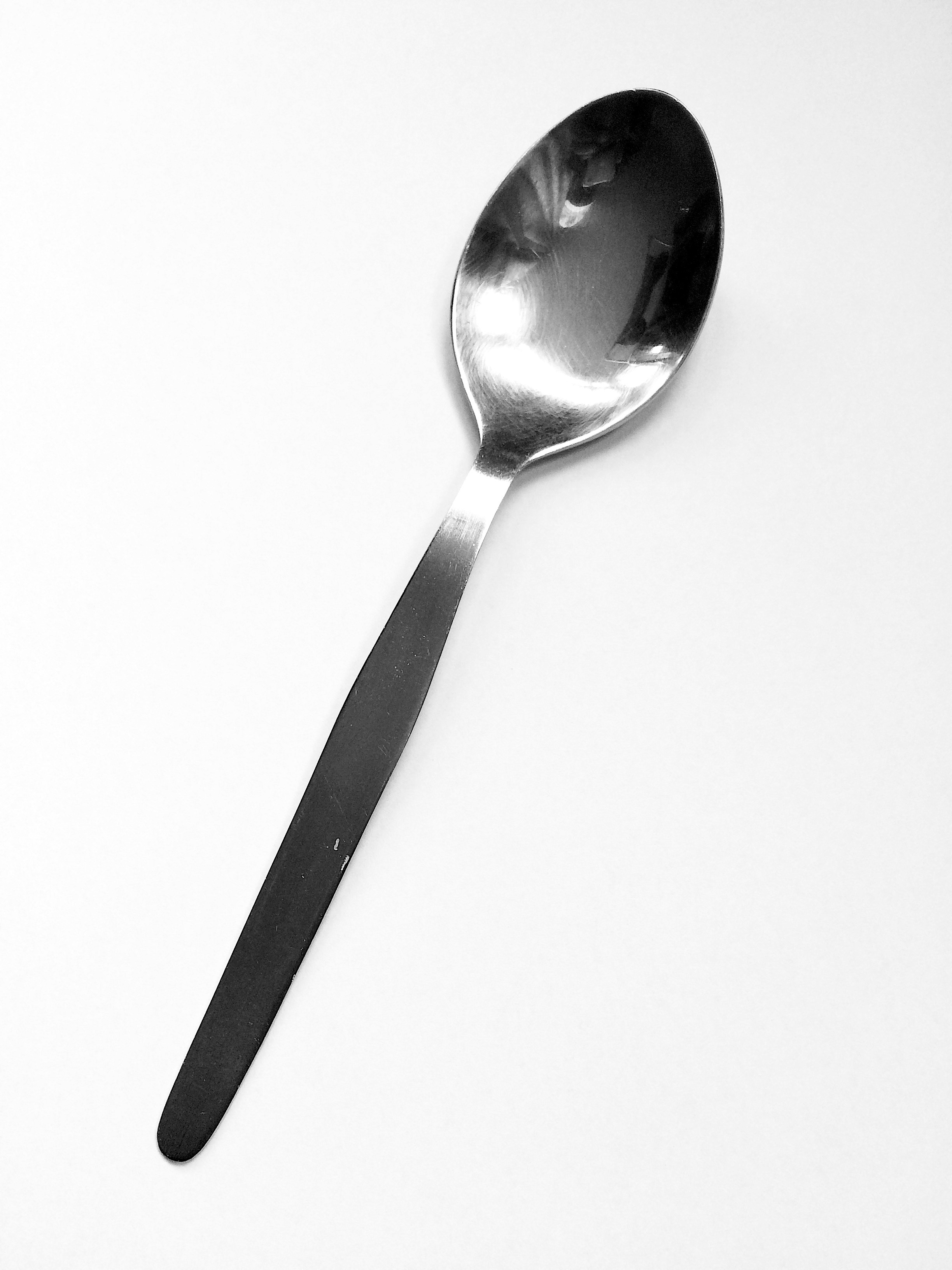
不鏽鋼餐匙

喝汤的礼仪和中餐类似。主要不同为舀汤和倾斜方向与中餐相反（背向就餐者方向），而且肘部应尽量紧挨身体。另外，正式宴会上就餐者从第一道汤到最后的甜品会先后使用大小、功能不同的很多匙子；有时候是餐前按一定顺序在座位前摆好，有的是在撤、上菜的时候更换餐具。
西餐中用来搅加了糖、牛奶的咖啡或茶使其均匀；但按进餐礼仪来说，搅完应该把匙子拿出来放在一边，而不是用它来舀咖啡或茶喝。
在西餐中常用的餐匙有以下幾種：
- 湯匙：匙斗成圓形，用來喝湯。
- 甜品匙（英语：Dessert spoon）：匙斗成橢圓形，和湯匙大小相約，用來吃甜品。一般中國人拿來吃飯，反而用茶匙吃甜品。
- 茶匙：外形與甜品匙相似，但比它小很多，用來攪拌紅茶。
- 咖啡匙（英語：Coffee Spoon）：匙斗較短略呈圓形，用來攪拌咖啡。
- 聖代匙（英語：Sundae Spoon）：外形與茶匙相似，但匙柄長度與湯匙相約，用來吃聖代、雪糕等。
- 餐匙：外形與甜品匙相似，但匙斗較尖較大，用來吃飯或意粉等，不能用來喝湯，必須用Soup Spoon。

### 其他国家的餐匙
在日本料理中，汤传统上不配汤匙，而是直接举小碗到嘴边喝。匙子只是在茶道中使用，或者作为藥粉的量具。明治维新之后，随着咖喱饭等舶来食物的流行，日本人更常使用匙子飲食。食用日本拉麵时，食客通常左手拿匙，右手拿筷子。日本人除了使用金属和瓷匙之外，也使用木匙。
在朝鲜半岛，进餐用筷子和长柄扁平的匙子。匙子是主要餐具，用来盛汤、喝汤（包括捞汤里的固体食品）和吃饭。筷子只是用来夾菜的。

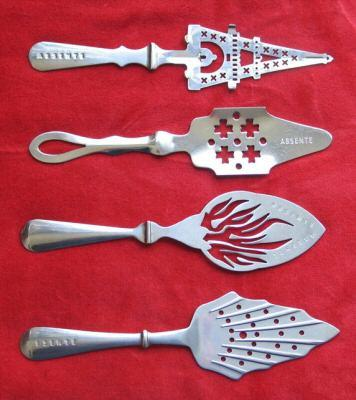
喝苦艾酒用的匙子

### 其他饮食用途
其他饮食用途还有：
- 从容器里舀冰淇淋一般使用特殊的勺子，食用的时候用餐匙或甜点匙。
- 甜瓜等质软的水果可以用勺子挖取成块而不用刀切。一些带核的水果如梨需要去核的时候也可以用勺子挖。
- 苦艾酒饮用的时候配有特制的雕花匙子。饮者将匙子架于酒杯上，上置方糖，倒水在方糖之上，糖水流入酒杯，原来澄清的酒变成浑浊液体，然后饮用。

## 其他用途

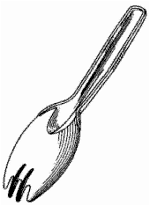
餐匙合一的餐具，称为叉勺（spork）

- 化学实验中，从容器中取固体化学品用特制的药匙。
- 上瘾者吸食海洛因等毒品的时候，经常将毒品放在匙子里，在下方点火加热，融化后注射到体内。
- 中医用汤匙的邊缘来刮痧。
- 按中国民俗，给满周岁的女孩抓周的时候，有象征炊具的小匙子或铲子。抓到的被认为孩子长大后会善于烹饪。
- 称为“挖耳勺”的小匙子传统上用来在耳道内清除耳垢。但使用的时候如不小心，有伤害耳膜的危险。
- 贵重或制作精美的匙子被用来做纪念物。例如西方国家教父、教母或其他人送给新生嬰兒的常见礼物为银做的小匙子。由此产生了“口含银匙出生”（born with a silver spoon in mouth）的俗语，意谓出生在富贵人家。
- 金属勺子可以用做打击乐器。
- 文藝創作中的“超能力者”會以折彎湯匙來展現超能力。

## 延伸阅读
[在维基数据编辑]
 《欽定古今圖書集成·經濟彙編·考工典·勺部》，出自陈梦雷《古今圖書集成》